# 10900 Folkner
10900 Folkner este un asteroid din centura principală de asteroizi.

## Descriere
10900 Folkner este un asteroid din centura principală de asteroizi. A fost descoperit pe 30 noiembrie 1997 la Ōizumi de Takao Kobayashi. El prezintă o orbită caracterizată de o semiaxă mare de 2,42 ua, o excentricitate de 0,17 și o înclinație de 3,3° în raport cu ecliptica.